# Ruditapes decussatus
Ruditapes decussatus (Linnaeus, 1758), conosciuta col nome comune di vongola verace e con l'epiteto obsoleto Venerupis decussata, è un mollusco bivalve della famiglia Veneridae.

## Habitat e distribuzione
Si può trovare nel Mar Mediterraneo, da pochi metri a oltre 20 metri di profondità infossata nei fondali costieri o lagunari poco profondi, fangosi o melmosi e coperti di vegetazione.

## Descrizione
Conchiglia solida con numerose costolature, marcate alle estremità, di colore da grigio chiaro a giallo-bruno. Interno giallo-bianco.
Contraddistinta da sifoni separati che le fa guadagnare l'appellativo popolare di "cornuta", tale specie autoctona è l'unica "vongola verace" del Mediterraneo, anche se la legge italiana estende tale denominazione all'indopacifica Ruditapes philippinarum, quest'ultima introdotta nel mar Adriatico per motivi commerciali.

## Pesca
Pescata intensivamente per fini commerciali è ritenuta talvolta a rischio. È sempre più spesso sostituita in cucina e sui mercati dalla simile Ruditapes philippinarum.